# Pipestela candelabra
Pipestela candelabra är en svampdjursart som beskrevs av Alvarez, Hooper och van Soest 2008. Pipestela candelabra ingår i släktet Pipestela och familjen Axinellidae. Inga underarter finns listade i Catalogue of Life.